# Primera División 1999/2000
Die Primera División 1999/2000 war die 69. Spielzeit der höchsten spanischen Fußballliga. Sie startete am 21. August 1999 und endete am 20. Mai 2000.
Deportivo La Coruña wurde zum ersten Mal spanischer Meister.

## Vor der Saison
- Als Titelverteidiger ging der 16-malige Meister FC Barcelona ins Rennen. Letztjähriger Vizemeister war Real Madrid.
- Aufgestiegen aus der Segunda División sind FC Málaga, CD Numancia, Rayo Vallecano und FC Sevilla.

## Vereine
| Verein              | Stadt             | Stadion                         |
| ------------------- | ----------------- | ------------------------------- |
| FC Barcelona        | Barcelona         | Camp Nou                        |
| Espanyol Barcelona  | Barcelona         | Olympiastadion Barcelona        |
| Athletic Bilbao     | Bilbao            | Estadio San Mamés               |
| Deportivo La Coruña | La Coruña         | Estadio Riazor                  |
| Real Madrid         | Madrid            | Estadio Santiago Bernabéu       |
| Atlético Madrid     | Madrid            | Estadio Vicente Calderón        |
| Rayo Vallecano      | Madrid            | Estadio Teresa Rivero           |
| CD Málaga           | Málaga            | Estadio La Rosaleda             |
| RCD Mallorca        | Palma de Mallorca | Estadi de Son Moix              |
| Real Oviedo         | Oviedo            | Estadio Carlos Tartiere         |
| Real Sociedad       | San Sebastián     | Estadio Anoeta                  |
| Racing Santander    | Santander         | Campos de Sport de El Sardinero |
| Real Saragossa      | Saragossa         | La Romareda                     |
| Betis Sevilla       | Sevilla           | Estadio Benito Villamarín       |
| FC Sevilla          | Sevilla           | Estadio Ramón Sánchez Pizjuán   |
| CD Numancia         | Soria             | Nuevo Estadio Los Pajaritos     |
| FC Valencia         | Valencia          | Estadio Mestalla                |
| Real Valladolid     | Valladolid        | Estadio José Zorrilla           |
| Celta Vigo          | Vigo              | Estadio Balaídos                |
| Deportivo Alavés    | Vitoria-Gasteiz   | Estadio Mendizorrotza           |

## Abschlusstabelle
| Pl. | Verein              | Sp. | S  | U  | N  | Tore    | Diff. | Punkte |
| --- | ------------------- | --- | -- | -- | -- | ------- | ----- | ------ |
| 1.  | Deportivo La Coruña | 38  | 21 | 6  | 11 | 066:440 | +22   | 69     |
| 2.  | FC Barcelona (M)    | 38  | 19 | 7  | 12 | 070:460 | +24   | 64     |
| 3.  | FC Valencia (P)     | 38  | 18 | 10 | 10 | 059:390 | +20   | 64     |
| 4.  | Real Saragossa      | 38  | 16 | 15 | 7  | 060:400 | +20   | 63     |
| 5.  | Real Madrid         | 38  | 16 | 14 | 8  | 058:480 | +10   | 62     |
| 6.  | Deportivo Alavés    | 38  | 17 | 10 | 11 | 041:370 | +4    | 61     |
| 7.  | Celta Vigo          | 38  | 15 | 8  | 15 | 045:430 | +2    | 53     |
| 8.  | Real Valladolid     | 38  | 14 | 11 | 13 | 036:440 | −8    | 53     |
| 9.  | Rayo Vallecano (N)  | 38  | 15 | 7  | 16 | 051:530 | −2    | 52     |
| 10. | RCD Mallorca        | 38  | 14 | 9  | 15 | 052:450 | +7    | 51     |
| 11. | Athletic Bilbao     | 38  | 12 | 14 | 12 | 047:570 | −10   | 50     |
| 12. | FC Málaga (N)       | 38  | 11 | 15 | 12 | 055:500 | +5    | 48     |
| 13. | Real Sociedad       | 38  | 11 | 14 | 13 | 042:490 | −7    | 47     |
| 14. | Espanyol Barcelona  | 38  | 12 | 11 | 15 | 051:480 | +3    | 47     |
| 15. | Racing Santander    | 38  | 10 | 16 | 12 | 052:500 | +2    | 46     |
| 16. | Real Oviedo         | 38  | 11 | 12 | 15 | 044:600 | −16   | 45     |
| 17. | CD Numancia (N)     | 38  | 11 | 12 | 15 | 047:590 | −12   | 45     |
| 18. | Betis Sevilla       | 38  | 11 | 9  | 18 | 033:560 | −23   | 42     |
| 19. | Atlético Madrid     | 38  | 9  | 11 | 18 | 048:640 | −16   | 38     |
| 20. | FC Sevilla (N)      | 38  | 5  | 13 | 20 | 042:670 | −25   | 28     |

Platzierungskriterien: 1. Punkte – 2. Direkter Vergleich (Punkte, Tordifferenz, geschossene Tore) – 3. Tordifferenz – 4. geschossene Tore

| (M) | amtierender Meister              |
| (P) | amtierender Pokalsieger          |
| (N) | Neuaufsteiger der letzten Saison |

## Kreuztabelle
| 1999/2000           | Deportivo La Coruña | FC Barcelona | FC Valencia | Real Saragossa | Real Madrid | Deportivo Alavés | Celta Vigo | Real Valladolid | Rayo Vallecano | RCD Mallorca | Athletic Bilbao | CD Málaga | Real Sociedad | Espanyol Barcelona | Racing Santander | Real Oviedo | UD Numancia | Betis Sevilla | Atlético Madrid |     |
| ------------------- | ------------------- | ------------ | ----------- | -------------- | ----------- | ---------------- | ---------- | --------------- | -------------- | ------------ | --------------- | --------- | ------------- | ------------------ | ---------------- | ----------- | ----------- | ------------- | --------------- | --- |
| Deportivo La Coruña |                     | 2:1          | 2:0         | 2:2            | 5:2         | 4:1              | 1:0        | 2:0             | 3:2            | 2:1          | 2:0             | 4:1       | 2:0           | 2:0                | 0:3              | 3:1         | 0:2         | 2:0           | 4:1             | 5:2 |
| FC Barcelona        | 2:1                 |              | 3:0         | 2:0            | 2:2         | 0:1              | 2:2        | 4:0             | 0:2            | 0:3          | 4:0             | 1:2       | 3:1           | 3:0                | 1:0              | 3:2         | 4:0         | 4:1           | 2:1             | 2:0 |
| FC Valencia         | 2:0                 | 3:1          |             | 2:1            | 1:1         | 0:2              | 1:1        | 0:0             | 3:1            | 1:0          | 2:0             | 2:2       | 4:0           | 1:2                | 1:2              | 6:2         | 4:0         | 3:1           | 2:0             | 2:0 |
| Real Saragossa      | 2:1                 | 0:0          | 4:2         |                | 0:1         | 2:1              | 2:1        | 1:1             | 1:1            | 3:0          | 0:0             | 3:2       | 2:0           | 1:1                | 4:1              | 4:0         | 3:3         | 1:0           | 1:1             | 2:1 |
| Real Madrid         | 1:1                 | 3:0          | 2:3         | 1:5            |             | 0:1              | 1:0        | 0:1             | 0:0            | 2:1          | 3:1             | 1:0       | 1:1           | 2:1                | 2:4              | 2:2         | 4:1         | 2:1           | 1:3             | 3:1 |
| Deportivo Alavés    | 2:1                 | 2:1          | 0:1         | 0:2            | 1:3         |                  | 1:0        | 1:0             | 0:1            | 2:2          | 1:2             | 2:1       | 2:1           | 0:0                | 2:1              | 1:0         | 2:2         | 2:0           | 2:0             | 0:0 |
| Celta Vigo          | 2:1                 | 0:2          | 0:0         | 2:1            | 1:0         | 1:1              |            | 1:1             | 0:1            | 1:0          | 1:1             | 2:4       | 4:1           | 2:1                | 2:0              | 5:3         | 0:0         | 5:1           | 0:1             | 2:1 |
| Real Valladolid     | 4:1                 | 0:2          | 0:0         | 1:1            | 0:1         | 1:1              | 1:3        |                 | 1:2            | 2:1          | 1:0             | 4:2       | 2:1           | 1:0                | 1:0              | 2:1         | 2:0         | 0:3           | 1:0             | 2:1 |
| Rayo Vallecano      | 2:0                 | 1:1          | 1:3         | 0:1            | 2:3         | 0:1              | 1:0        | 4:1             |                | 2:1          | 1:2             | 4:1       | 2:1           | 2:1                | 1:2              | 1:2         | 0:0         | 1:3           | 1:1             | 2:0 |
| RCD Mallorca        | 2:2                 | 3:2          | 1:0         | 1:1            | 1:2         | 2:0              | 1:0        | 0:0             | 2:1            |              | 2:1             | 2:1       | 2:1           | 1:3                | 1:2              | 1:1         | 3:0         | 4:0           | 1:2             | 3:1 |
| Athletic Bilbao     | 2:3                 | 0:4          | 1:0         | 2:2            | 2:2         | 2:1              | 1:0        | 1:0             | 1:2            | 1:1          |                 | 2:2       | 1:1           | 2:1                | 2:2              | 1:1         | 2:1         | 1:0           | 4:2             | 1:1 |
| CD Málaga           | 1:0                 | 1:2          | 1:1         | 0:0            | 1:1         | 0:1              | 0:1        | 0:0             | 2:0            | 0:0          | 3:4             |           | 0:0           | 1:0                | 0:0              | 4:0         | 3:1         | 3:0           | 2:3             | 3:0 |
| Real Sociedad       | 0:1                 | 0:0          | 0:0         | 2:1            | 1:1         | 1:1              | 0:2        | 3:0             | 2:1            | 2:1          | 4:1             | 2:2       |               | 1:0                | 2:5              | 0:0         | 2:1         | 1:0           | 4:1             | 1:1 |
| Espanyol Barcelona  | 0:0                 | 1:1          | 3:2         | 1:1            | 0:2         | 2:3              | 3:0        | 1:1             | 5:1            | 1:2          | 0:0             | 0:2       | 0:0           |                    | 1:0              | 2:1         | 3:1         | 3:0           | 3:1             | 2:2 |
| Racing Santander    | 0:0                 | 1:2          | 1:1         | 1:2            | 1:1         | 0:0              | 3:0        | 1:1             | 1:1            | 1:1          | 2:2             | 2:3       | 0:0           | 2:2                |                  | 3:1         | 1:1         | 1:1           | 2:1             | 2:2 |
| Real Oviedo         | 0:1                 | 3:0          | 0:0         | 1:0            | 1:1         | 1:0              | 1:0        | 1:1             | 2:0            | 0:0          | 1:0             | 2:2       | 0:1           | 1:0                | 1:2              |             | 1:0         | 1:1           | 2:2             | 4:2 |
| CD Numancia         | 1:0                 | 3:3          | 1:2         | 1:2            | 0:0         | 0:0              | 3:1        | 1:0             | 3:1            | 3:1          | 1:1             | 1:1       | 1:2           | 2:0                | 2:1              | 1:1         |             | 1:2           | 3:0             | 2:0 |
| Betis Sevilla       | 0:0                 | 2:1          | 1:0         | 2:0            | 0:2         | 0:1              | 0:0        | 0:1             | 1:1            | 1:0          | 2:1             | 0:0       | 1:0           | 2:5                | 2:2              | 1:0         | 1:2         |               | 2:1             | 1:1 |
| Atlético Madrid     | 1:3                 | 0:3          | 1:2         | 2:2            | 1:1         | 1:0              | 1:2        | 3:1             | 0:2            | 1:0          | 1:2             | 2:2       | 1:1           | 1:1                | 2:0              | 5:0         | 2:2         | 0:0           |                 | 1:1 |
| FC Sevilla          | 1:3                 | 3:2          | 1:2         | 0:0            | 1:1         | 2:2              | 0:1        | 0:1             | 2:3            | 0:4          | 0:0             | 0:0       | 2:2           | 1:2                | 1:0              | 2:3         | 4:0         | 3:0           | 2:1             |     |

## Nach der Saison
Internationale Wettbewerbe
- 1. – Deportivo La Coruña – UEFA Champions League
- 2. – FC Barcelona – UEFA Champions League
- Titelverteidiger der UEFA Champions League – Real Madrid – UEFA Champions League
- 3. – FC Valencia – UEFA-Champions-League-Qualifikation
- Gewinner der Copa del Rey – Espanyol Barcelona – UEFA-Pokal
- 4. – Real Saragossa – UEFA-Pokal
- 6. – Deportivo Alavés – UEFA-Pokal
- 9. – Rayo Vallecano – UEFA-Pokal (Fair Play-Wertung)
- 7. – Celta Vigo – UEFA Intertoto Cup
- 10. – RCD Mallorca – UEFA Intertoto Cup

Absteiger in die Segunda División
- 18. – Betis Sevilla
- 19. – Atlético Madrid
- 20. – FC Sevilla

Aufsteiger in die Primera División
- UD Las Palmas
- CA Osasuna
- FC Villarreal

## Pichichi-Trophäe
Die Pichichi-Trophäe wird jährlich für den besten Torschützen der Spielzeit vergeben.
| Pl. | Nat.                            | Spieler                 | Verein              | Tore |
| --- | ------------------------------- | ----------------------- | ------------------- | ---- |
| 1   | Spanien                         | Salva Ballesta          | Racing Santander    | 27   |
| 2   | Niederlande                     | Jimmy Floyd Hasselbaink | Atlético Madrid     | 24   |
|     | Brasilien                       | Catanha                 | FC Málaga           | 24   |
| 4   | Niederlande                     | Roy Makaay              | Deportivo La Coruña | 22   |
| 5   | Jugoslawien Bundesrepublik 1992 | Savo Milošević          | Real Saragossa      | 21   |

## Die Meistermannschaft von Deportivo La Coruña
| 1.                  | Deportivo La Coruña |
| Deportivo La Coruña | - Tor: Jacques Songo’o (36/-); Petr Kouba (2/-) - Abwehr: Manuel Pablo (37/-); Enrique Romero (34/1); Donato (29/3); Noureddine Naybet (25/-); Gabriel Francisco Schurrer (19/-); Lionel Scaloni (14/-); César Martin (11/1); Luis Miguel Ramis (3/-) - Mittelfeld: Víctor Sánchez (37/4); Mauro Silva (33/-); Djalminha (31/10); Flávio Conceição (27/4); Slaviša Jokanović (23/2); Fran (22/1); Jaime (21/-); Fernando (19/-) - Sturm: Roy Makaay (36/22); Turu Flores (34/8); Pauleta (30/8); Iván Pérez (3/-) - Trainer: Javier Irureta |